# Фокс (лунный кратер)
Кратер Фокс (лат. Fox) — крупный ударный кратер в области восточного побережья Моря Смита на обратной стороне Луны. Название присвоено в честь американского астронома Филипа Фокса (1878—1944) и утверждено Международным астрономическим союзом в 1973 г. 

## Описание кратера

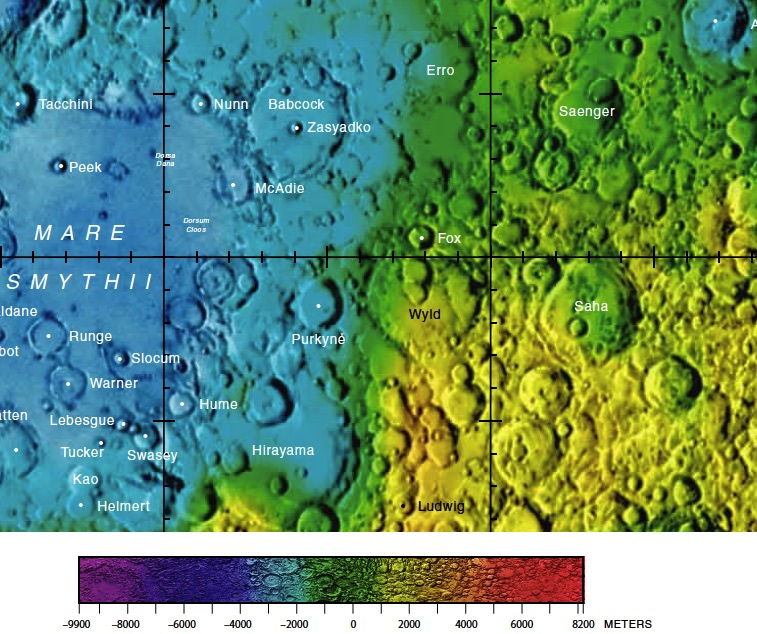
Окрестности кратера Фокс. Фрагмент карты обратной стороны Луны.

Кратер Фокс перекрывает северную оконечность вала кратера Уайльд. Другими ближайшими соседями кратера являются кратер Мак-Эди на западе-северо-западе; кратеры Засядко и Бэбкок на северо-западе; кратер Эрро на севере; кратер Зенгер на северо-востоке; кратер Саха на востоке-юго-востоке и кратер Пуркинье на западе-юго-западе. Селенографические координаты центра кратера 0°28′ с. ш. 98°08′ в. д. / 0,47° с. ш. 98,14° в. д., диаметр 24,0 км, глубина 1,9 км
Кратер Фокс имеет близкую к циркулярной форму с небольшими выступами в западной и юго-восточной части и практически не разрушен. Вал несколько сглажен, но сохранил четкие очертания. Внутренний склон вала гладкий, с высоким альбедо, с осыпями пород у подножия северной части. Высота вала над окружающей местностью достигает 840 м, объем кратера составляет приблизительно 370 км³. Дно чаши относительно ровное, без приметных структур.

## Сателлитные кратеры

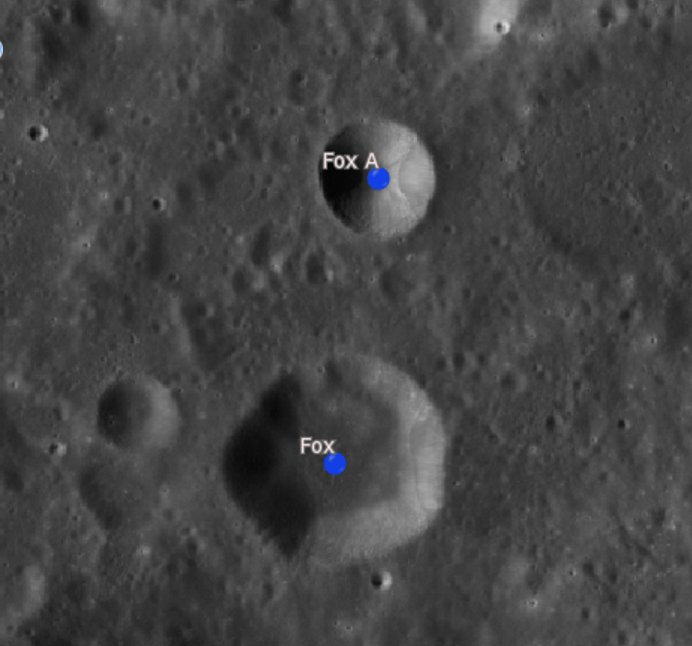
Снимок зонда Lunar Reconnaissance Orbiter.

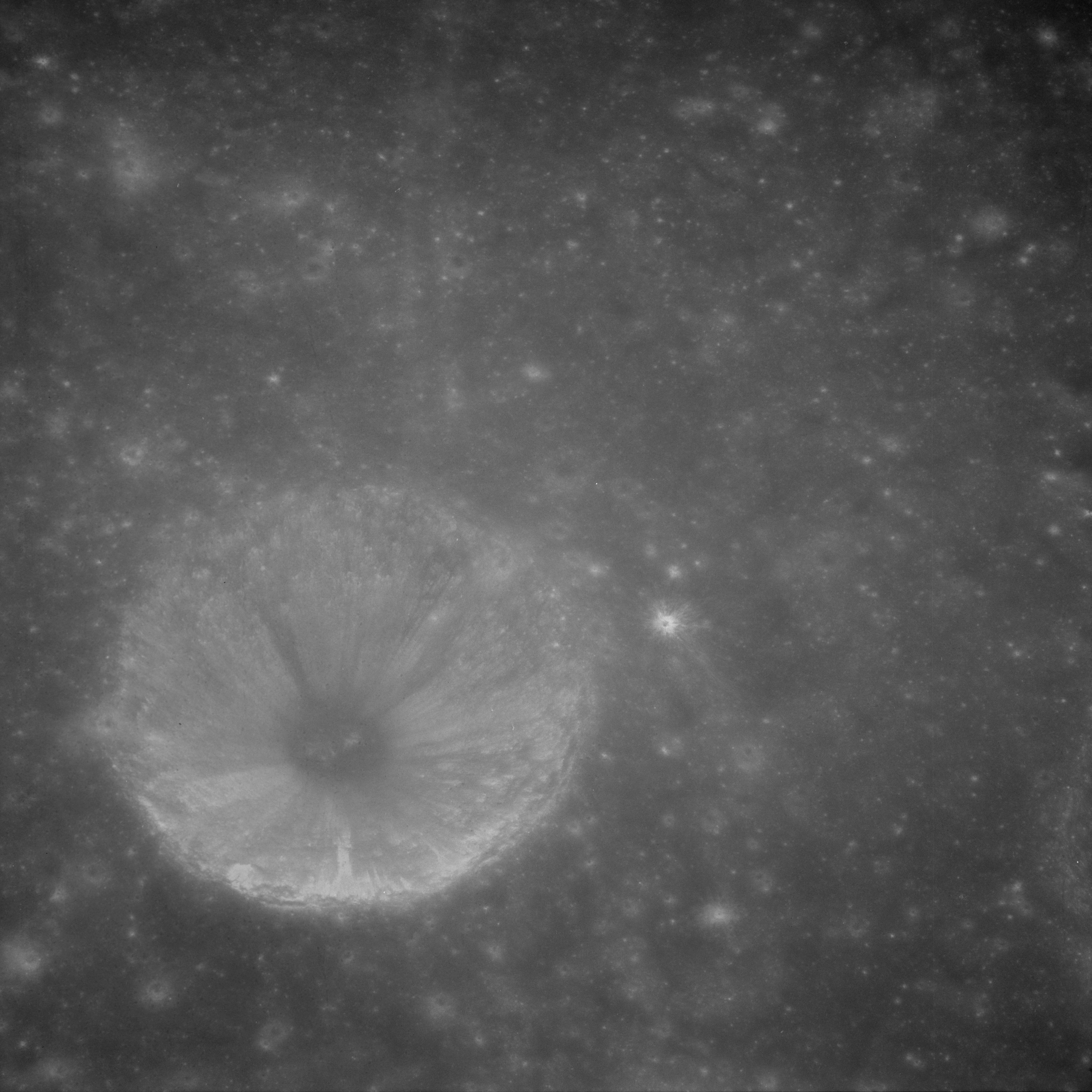
Сателлитный кратер Фокс A. Снимок с борта Аполлона-11.

| Фокс | Координаты                                         | Диаметр, км |
| ---- | -------------------------------------------------- | ----------- |
| A    | 1°31′ с. ш. 98°18′ в. д. / 1,51° с. ш. 98,3° в. д. | 12,5        |

## См.также
- Список кратеров на Луне
- Лунный кратер
- Морфологический каталог кратеров Луны
- Планетная номенклатура
- Селенография
- Минералогия Луны
- Геология Луны
- Поздняя тяжёлая бомбардировка